# Terragen
Terragen — программа ландшафтного моделирования и анимации, позволяющая создавать фотореалистичные пейзажи.
Существуют как бесплатная, так и коммерческая версии программы. Бесплатная версия имеет некоторые ограничения по сравнению с коммерческой.
Программа позволяет генерировать и модифицировать ландшафт как двухмерную карту высот. Ввиду того, что карта высот генерируется случайным образом, получить одинаковые пейзажи почти невозможно.

## Возможности программы

### Terragen Classic
Достоинства:
- Генерирование фотореалистичных ландшафтов, их импорт и экспорт в Raw-формате.
- Фотореалистичное моделирование водной поверхности.
- Импорт карты высот для моделирования ландшафтов.
- Моделирование неба и облаков.
- Анимация.
- Подключаемые плагины.
- Малый объём дистрибутива.

Недостатки:
- Невозможность импорта 3D-моделей.
- Невозможность импорта текстур.
- Отсутствие возможности создания растительности и ввиду этого некоторая безжизненность ландшафтов.
- Не предусмотрена возможность повтора/отмены действий (Undo/Redo).
- В бесплатной версии невозможно создать изображения с разрешением более 1280×960 и ландшафтов размером более 513×513. Кроме этого недоступно сглаживание (антиалиасинг) изображений, и невозможно установить режим fast/ultra rending, ускоряющий отрисовку изображения.

#### Плагины к Terragen Classic
Плагины к Terragen расширяют возможности программы.
- Firmament — редактирование ландшафта импортированием карты высот.
- Water Work — редактирование дополнительных свойств воды (волны, изменение цвета воды, береговой прибой).
- SOPack — настройки поверхности (капли дождя, степень прозрачности воды, текстурирование поверхности земли).
- LensFX — имитация глубины поля резкости.

### Terragen 2
По заявлению разработчика, программа была полностью переписана.
Достоинства:
- Фотореалистичные атмосфера и освещение, имеющие под собой множество возможностей настройки.
- Мощный отрисовщик с возможностью просчета миллиардов полигонов, оптимизированный для огромных пространств и очень больших ландшафтов.
- По сравнению с предыдущей версией более быстрая и качественная отрисовка облаков, горных поверхностей, с поддержкой миллионов растений и других объектов.
- Поддержка растений в распространённых форматах, в том числе и сделанных при помощи Xfrog.
- Работа с процедурными картами с высокой детализацией.
- Неограниченное число шагов отката (возврата действия — UNDO/REDO).
- Возможность импорта трёхмерных объектов, и анимации созданной с использованием геометрических форм.
- Поддержка 64-разрядных систем, с некоторыми улучшениями для них.
- 3D-предпросмотр в текущем времени, включая возможность быстрой, 2.5-мерной отрисовки облаков.
- Экспорт геометрии в высоком разрешении.
- Малый объём дистрибутива.

Недостатки:
- Неудобный нестандартный интерфейс.
- Не поддерживается ускорение через видеокарту, вследствие чего медленная отрисовка изображения.
- Ограничения бесплатной версии:
  - Предельный размер изображения: 800x600
  - Предельный уровень подробности: 1.0
  - Предельный уровень сглаживания: 3
  - Предельное число рисующихся популяций: 3
  - Предельная подробность микрополигонного экспорта: 0.1

### Terragen 3
PlanetSide выпустил Terragen 3 в августе 2013.

### Terragen 4
Planetside выпустил Terragen 4 в 2016 году.

## Галерея изображений

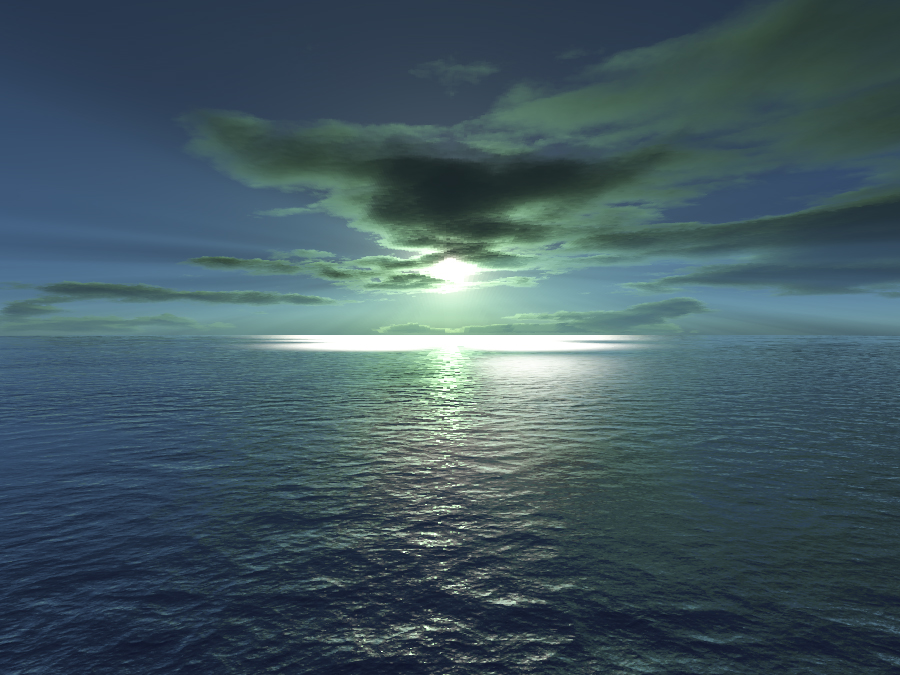
Пример заката
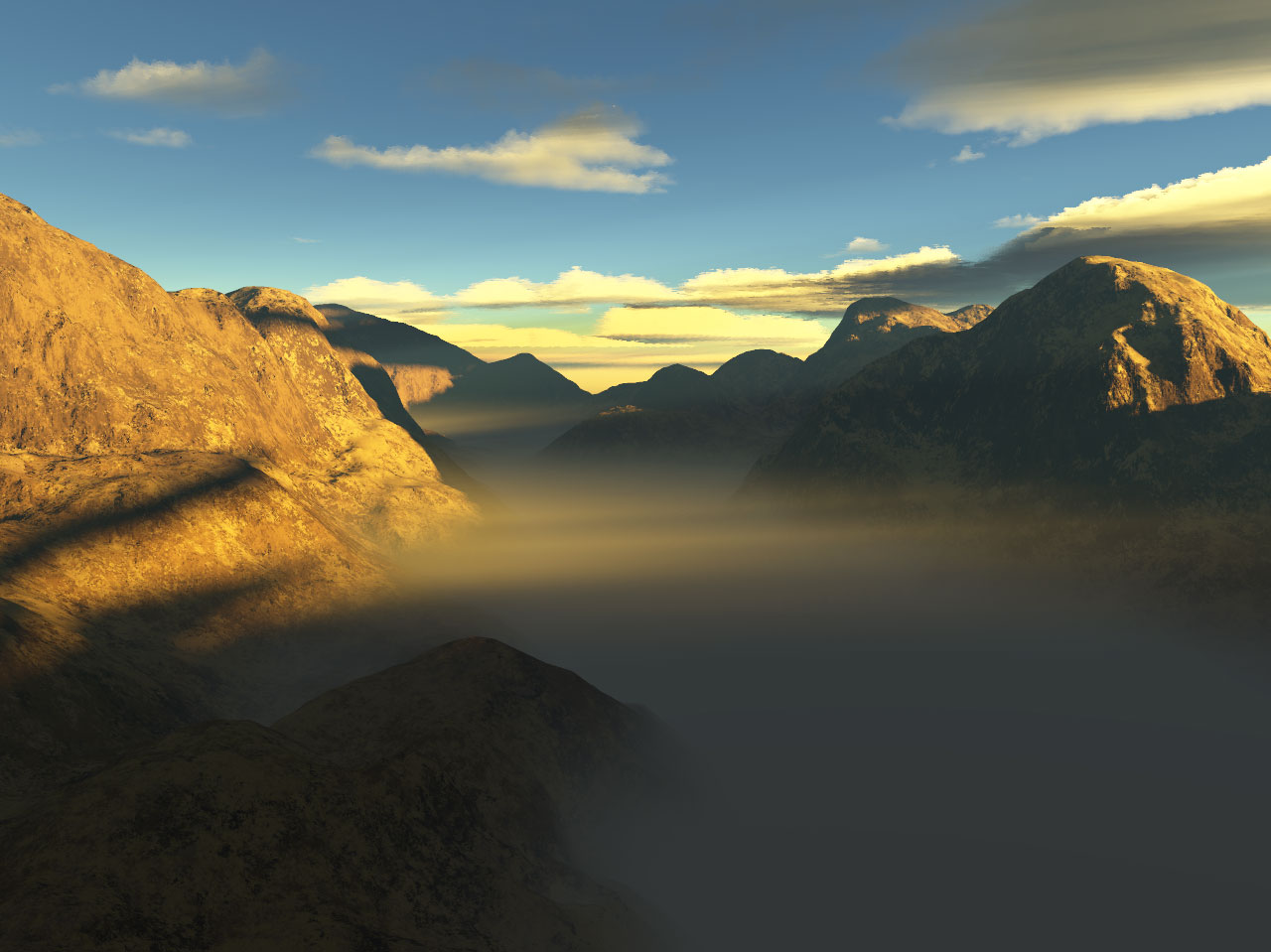
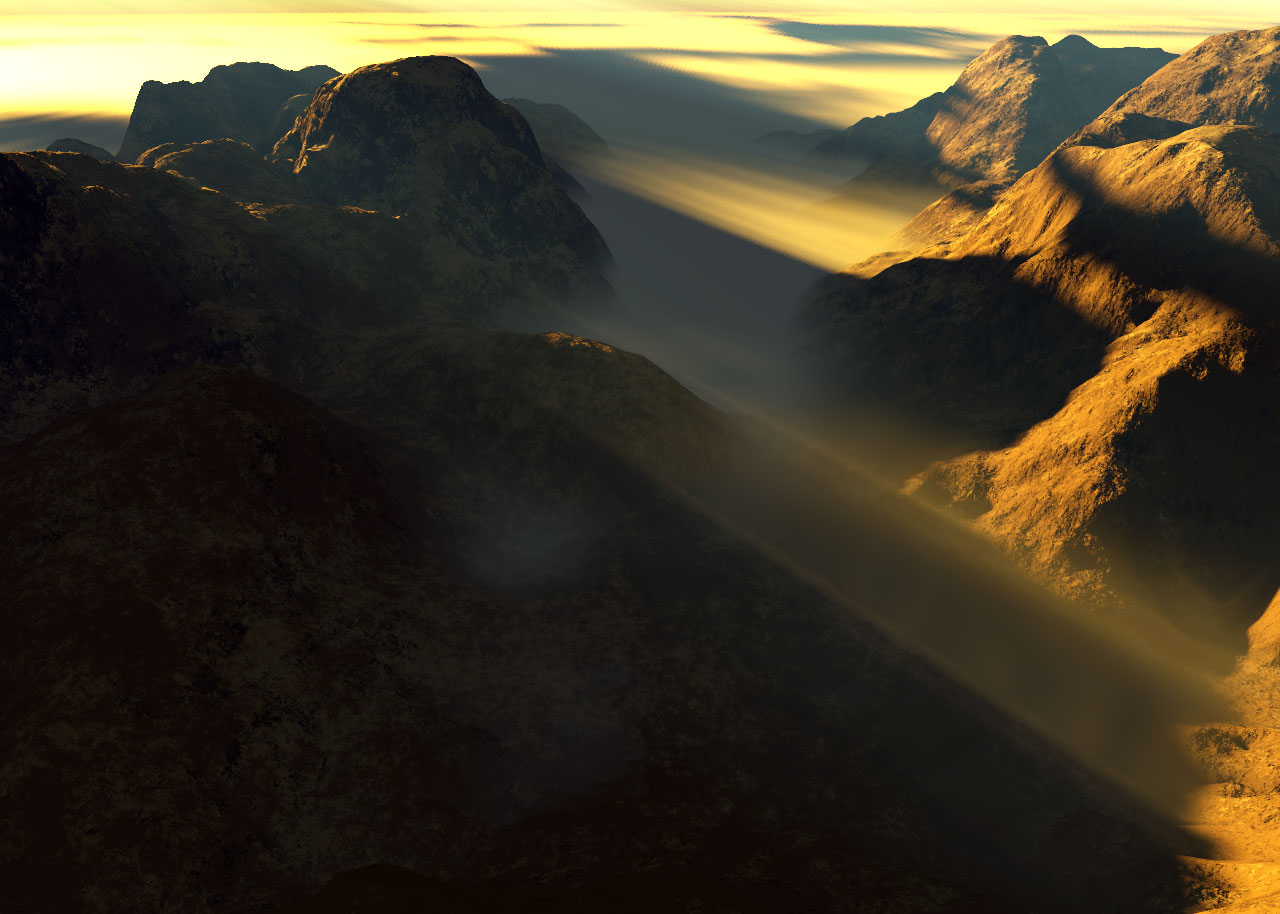
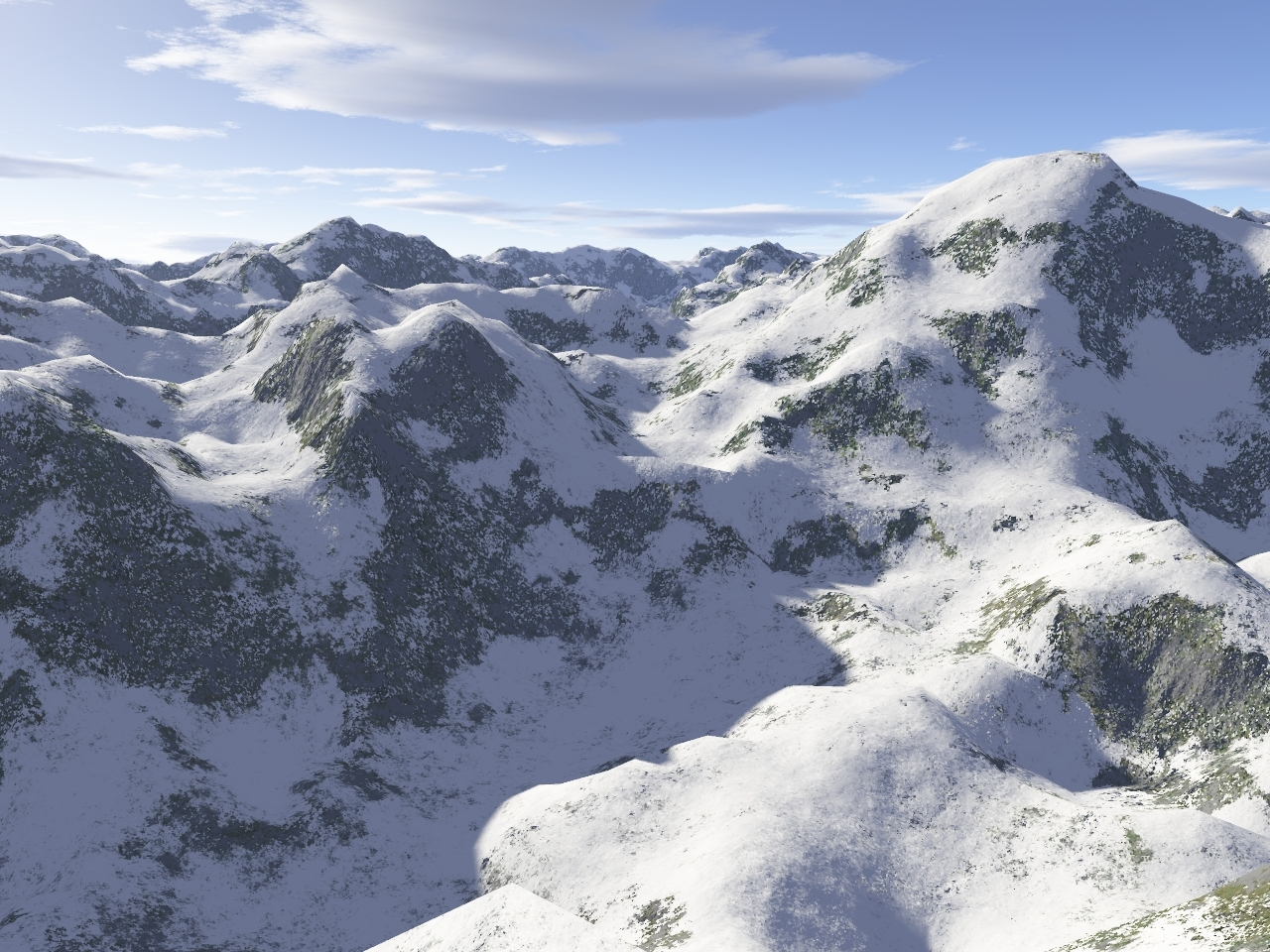